# 石野桜子
石野 桜子（いしの さくらこ、1971年7月27日 - ）は、フリーの女性ピン芸人。奈良県御所市出身。O型。吉本総合芸能学院（NSC）大阪校8期生。

## 経歴
父親が考古学者であったために移住した奈良県で育つ。高校3年生に進学と同時に吉本総合芸能学院（NSC）に入学。デビュー当時はジャドリストというコンビで活動していたが、解散後はピン芸人となる。
また一時期、杉岡みどりとガブリエル三谷と共にオナゴンというユニットでライブも開催していた。
2000年に音曲漫才コンビ「二葉由紀子・羽田たか志」に弟子入りし名前を「二葉桜子」に改名するも2001年に破門となり、元の名前に戻す。またこの時期、先輩芸人によるいじめや、プライベートでのトラブルが重なった結果、精神疾患のため閉鎖病棟へ入院することとなった。そして芸能活動も休止する。
退院後は実家に戻り、社会人生活を行っていたが、認知行動療法のためR-1ぐらんぷり2011に参加し準決勝まで進出。なお本名ではなく「田村良子」名義でエントリーした。
2011年7月30日にシアターセブンにてアマチュアとして復帰ライブを開催。怪談師としても活動するようになり、OKOWA2019準優勝、怪談グランプリ2020優勝を果たす。2021年の女芸人No.1決定戦 THE Wにて準決勝に進出するが、腸閉塞で入院したため途中辞退した。

## 出演

### テレビ
- 怒涛のくるくるシアター (読売テレビ)
- 吉本超合金・吉本超合金F（テレビ大阪）- ナレーション担当
- ビレッジ吉本（TBS）

### インターネットテレビ
- めちゃ×2ユルんでるッ!（ゼロテレビ）- 2013年11月24日出演
- スピードワゴンの月曜The NIGHT（2019年11月19日[3]、AbemaTV）

### YouTube
- ハリウッドザコシショウの部屋#16 (ザコシの動画でポン！) 2013年5月15日
- 【イッキ見】石野桜子さんと本音トーク【実は元 天然素材メンバー】 (ペイジちゃんねる) 2023年11月12日